# Studio Bind
Studio Bind Co., Ltd. (株式会社スタジオバインド Kabushiki gaisha Sutajio Baindo?), es un estudio de animación japonés fundado 2018. Fue fundado en colababoración por los estudios White Fox y Egg Firm.

## Historia
La compañía fue fundada en noviembre de 2018 como una empresa conjunta entre el estudio de animación White Fox y la empresa de producción, planificación y gestión Egg Firm. El primer trabajo del estudio fue en el anime Karakuri Circus, en los episodios 22 y 31, mientras que el primer trabajo de la compañía como estudio de animación principal es Mushoku Tensei, que se estrenó en 2021.
El 31 de enero de 2021, el CEO de Egg Firm y productor en jefe de Mushoku Tensei, Nobuhiro Osawa, declaró que había construido el nuevo estudio de producción para Mushoku Tensei. En octubre de 2019, la productora Egg Firm explicó su razón de ser para establecer un estudio separado del estudio existente de White Fox, afirmando que "necesitaban un sistema que nos permitiera seguir adelante con el proyecto de forma continua y a largo plazo, y de manera sistemática "para que" puedan concentrarse más en la producción de Mushoku Tensei". Egg Firm señaló que "Studio Bind utilizará Mushoku Tensei como plataforma de lanzamiento para su negocio de producción de animación a gran escala".
En marzo de 2023, la oficina central se trasladó del 3-16-7 Shimizu, Suginami-ku, Tokio, al tercer piso del edificio Daiwa Ogikubo, 5-26-13 Ogikubo, Suginami-ku, Tokio.

## Trabajos

### Series de televisión
| Año  | Título                                             | Director(es)    | Fecha de primera transmisión | Fecha de última transmisión | Eps. | Notas                                                                                     | Refs.                      |
| ---- | -------------------------------------------------- | --------------- | ---------------------------- | --------------------------- | ---- | ----------------------------------------------------------------------------------------- | -------------------------- |
| 2021 | Mushoku Tensei: Isekai Ittara Honki Dasu           | Manabu Okamoto  | 11 de enero de 2021          | 22 de marzo de 2021         | 11   | Adaptación de la novela ligera escrita por Rifujin na Magonote e ilustrada por ShiroTaka. | [ 5 ] [ 6 ]                |
| 2021 | Mushoku Tensei: Isekai Ittara Honki Dasu Part 2    | Manabu Okamoto  | 4 de octubre de 2021         | 20 de diciembre de 2021     | 12   | Secuela de Mushoku Tensei: Isekai Ittara Honki Dasu.                                      | [ 6 ] [ 7 ]                |
| 2023 | Oniichan wa Oshimai!                               | Shingo Fuiji    | 5 de enero de 2023           | 23 de marzo de 2023         | 12   | Adaptación del manga escrito e ilustrado por Nekotofu.                                    | [ 8 ]                      |
| 2023 | Mushoku Tensei II: Isekai Ittara Honki Dasu        | Hiroki Hirano   | 3 de julio de 2023           | 25 de septiembre de 2023    | 13   | Secuela de Mushoku Tensei II: Isekai Ittara Honki Dasu - Shugo Jutsushi Fitz.             | [ 9 ] [ 10 ] [ 11 ] [ 12 ] |
| 2024 | Mushoku Tensei II: Isekai Ittara Honki Dasu Part 2 | Ryōsuke Shibuya | 8 de abril de 2024           | 1 de julio de 2024          | 12   | Secuela de Mushoku Tensei II: Isekai Ittara Honki Dasu.                                   | [ 13 ] [ 14 ]              |
| 2025 | Hana wa Saku, Shura no Gotoku                      | Ayumu Uwano     | 8 de enero de 2025           | 26 de marzo de 2025         | 12   | Adaptación del manga escrita por Ayano Takeda e ilustrada por Musshu.                     | [ 15 ] [ 16 ] [ 17 ]       |
| 2025 | Ruri no Hōseki                                     | Shingo Fuiji    | 6 de julio de 2025           | —                           | —    | Adaptación del manga escrito e ilustrado por Keiichirō Shibuya.                           | [ 18 ] [ 19 ]              |
| 2026 | Mushoku Tensei III: Isekai Ittara Honki Dasu       | —               | 2026                         | —                           | —    | Secuela de Mushoku Tensei II: Isekai Ittara Honki Dasu Part 2.                            | [ 20 ] [ 21 ]              |

### Especiales
| Año  | Título                                                             | Director(es)   | Fecha de primera transmisión | Fecha de última transmisión | Eps. | Notas                                                         | Refs.  |
| ---- | ------------------------------------------------------------------ | -------------- | ---------------------------- | --------------------------- | ---- | ------------------------------------------------------------- | ------ |
| 2022 | Mushoku Tensei: Isekai Ittara Honki Dasu - Eris no Goblin Toubatsu | Manabu Okamoto | 16 de marzo de 2022          | 16 de marzo de 2022         | 1    | Episodio no emitido incluido en el cuarto volumen de Blu-ray. | [ 22 ] |
| 2023 | Mushoku Tensei II: Isekai Ittara Honki Dasu - Shugo Jutsushi Fitz  | Hiroki Hirano  | 3 de julio de 2023           | 3 de julio de 2023          | 1    | Episodio 0 de Mushoku Tensei II: Isekai Ittara Honki Dasu.    | [ 23 ] |

### Colaboraciones
| Año  | Título          | Notas                                         | Refs. |
| ---- | --------------- | --------------------------------------------- | ----- |
| 2019 | Karakuri Circus | Cooperación de Producción (Episodios 22 y 31) | [ 3 ] |